# Mauri Ylä-Kotola
Mauri Ylä-Kotola, född 18 september 1971 i S:t Michel, är en finländsk filosof och universitetsrektor.
Ylä-Kotola är utbildad vid Helsingfors universitet, där han blev filosofie magister 1996 och filosofie doktor i teoretisk filosofi 1998. Sedan 1996 är han verksam vid Lapplands universitet, där han var lektor i konst- och kommunikationsämnen 1996–1997 och utnämndes till professor i medievetenskap 1997. Åren 1999–2005 tjänstgjorde han som dekanus för konstnärliga fakulteten och sedan 2006 är han rektor för Lapplands universitet. Sedan december 2019 är han ordförande för Finlands konstakademi.